# سیارک ۲۵۲۹۸
سیارک ۲۵۲۹۸ (به انگلیسی: 25298 Fionapaine، نامگذاری:1998WB22) بیست و پنج هزار و دویست و نود و هشتمین سیارک کشف شده‌است که در ۱۸ نوامبر ۱۹۹۸ کشف شد.
قدر مطلق سیارک برابر ۱۹.۵ است.